# Za mało wiem
Za mało wiem è il terzo singolo della cantante pop e soul polacca Monika Brodka estratto dal suo secondo album di studio.